# High Barnet (stanice metra v Londýně)
High Barnet je stanice metra v Londýně. Jedná se o konečnou stanici Northern Line ležící na severním okraji Velkého Londýna v obvodu Barnet. Patří do tarifní zóny 5. Její sousední stanicí je jižněji položená Totteridge & Whetstone.

## Historie
Stanice byla otevřena 1. dubna 1872 společností Great Northern Railway. Trať, kterou tato společnost vybudovala, zde končila. Roku 1923 vešlo v platnost rozhodnutí parlamentu z roku 1921 o spojení železničních společností ve Spojeném království do čtyř, které dostaly přezdívku „velká čtyřka“. Great Northern Railway se stala součástí jedné z nich, a to London and North Eastern Railway (LNER). Do Northern Line byla společně s navazujícím úsekem do East Finchley začleněna v 30. letech 20. století v rámci projektu „Northern Heights“. První vlaky Northern Line začaly stanici obsluhovat v dubnu 1940, kdy byla trať elektrifikována.

## Popis stanice
Stanice je nadzemní a má jedno vnější a jedno ostrovní nástupiště. Nástupiště jsou označena čísly 1–3 (ostrovní nástupiště má pro obě strany čísla zvlášť). Na nástupištích se zachovaly historické prvky z viktoriánské doby, kdy byla stanice prvně postavena. K budově stanice vede slepá ulice, která se odděluje od ulice Barnet Hill. Vevnitř se nacházejí toalety, čekárna a k dispozici je i Wi-Fi. Ke stanici patří také parkoviště s kapacitou pro 167 automobilů. Na jeho místě je v plánu vybudovat nové obytné domy, ve kterých by mohlo vzniknout až 300 bytů, což vzbudilo mezi místními rozruch.
Stanice je bezbariérově přístupná. Na druhé nástupiště vede rampa při severním okraji stanice. K přístupu na druhé nástupiště slouží také lávka pro pěší.
Východně od stanice High Barnet se nachází odstavné koleje pro vlaky Northern Line.

## Provoz
High Barnet leží na větvi High Barnet linky Northern Line a jedná se o poslední stanici na této větvi. Soupravy metra z ní odjíždějí každých 3–9 minut a zajíždějí do obou větví linky v centrálním Londýně (s konečnou Morden či Battersea Power Station). V pátek a v sobotu je k dispozici noční provoz linky přes Charing Cross do Mordenu s patnáctiminutovými intervaly. Mimo dopravní špičku se nejedná o rušnou stanici a TfL ji klasifikuje jako „lokální“.

### Dopravní návaznost
Před staniční budovou zastavují autobusové linky 34, 107, 234, 263, 307, 326, 384, 389, 606 a 634 a noční linka N20.

### Využití stanice
| Rok  | Počet cestujících |
| ---- | ----------------- |
| 2019 | 3,92 mil.         |
| 2020 | 1,63 mil.         |
| 2021 | 2,00 mil.         |
| 2022 | 2,68 mil.         |
| 2023 | 3,42 mil.         |
| 2024 | 3,49 mil.         |

## Galerie

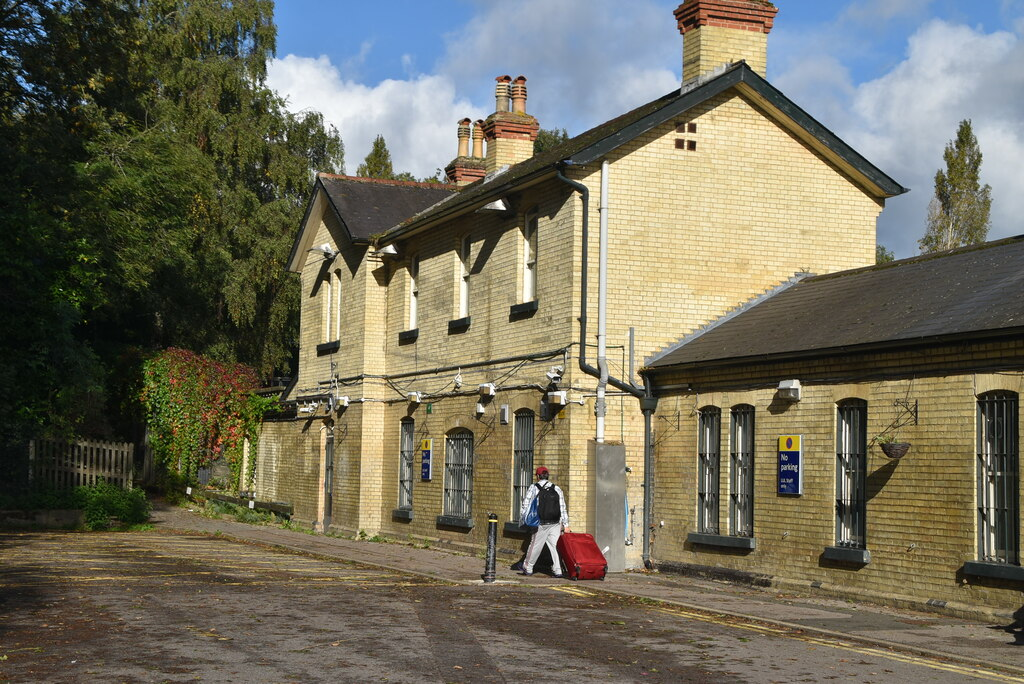
Severní část staniční budovy
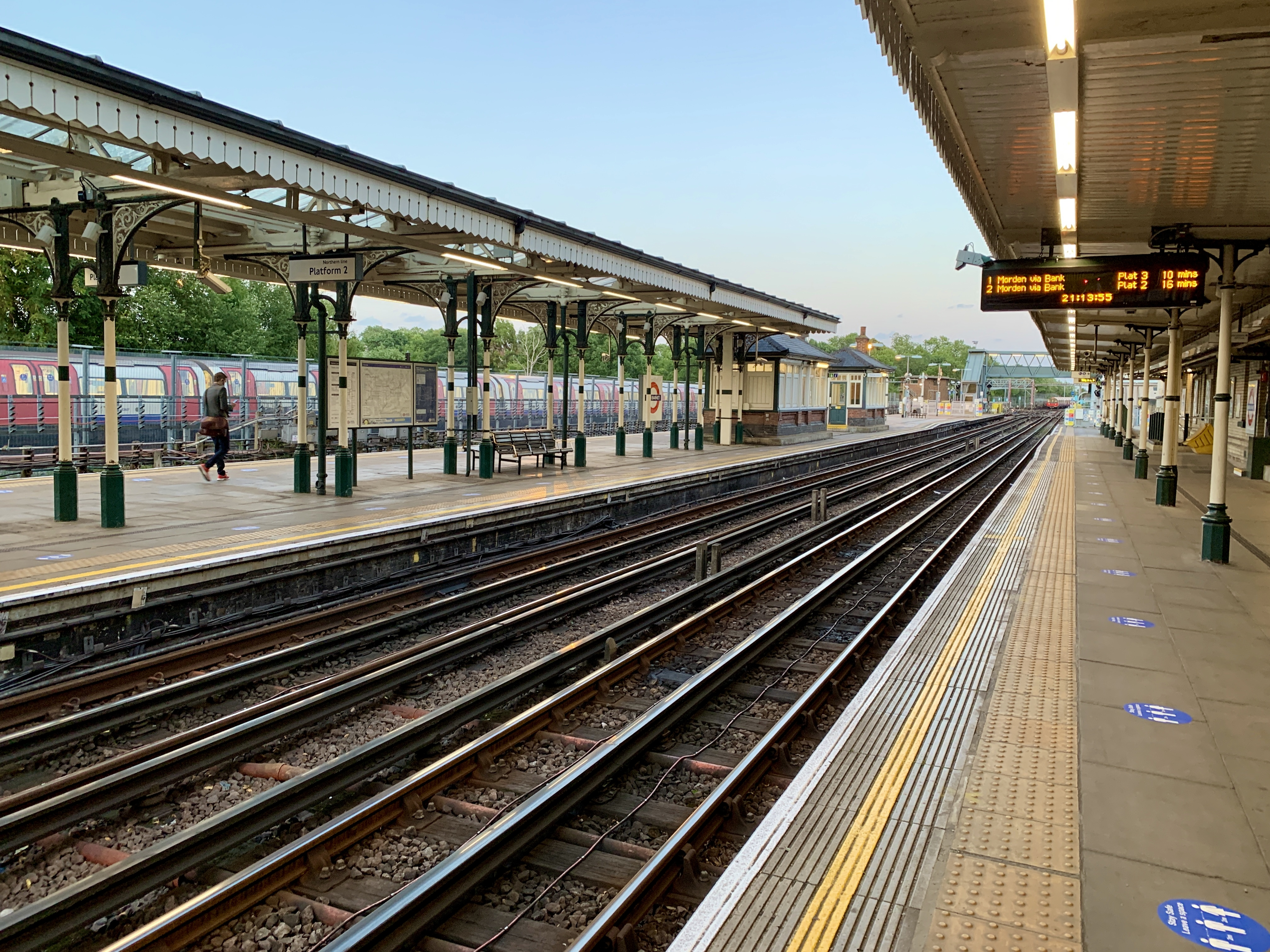
Nástupiště 1
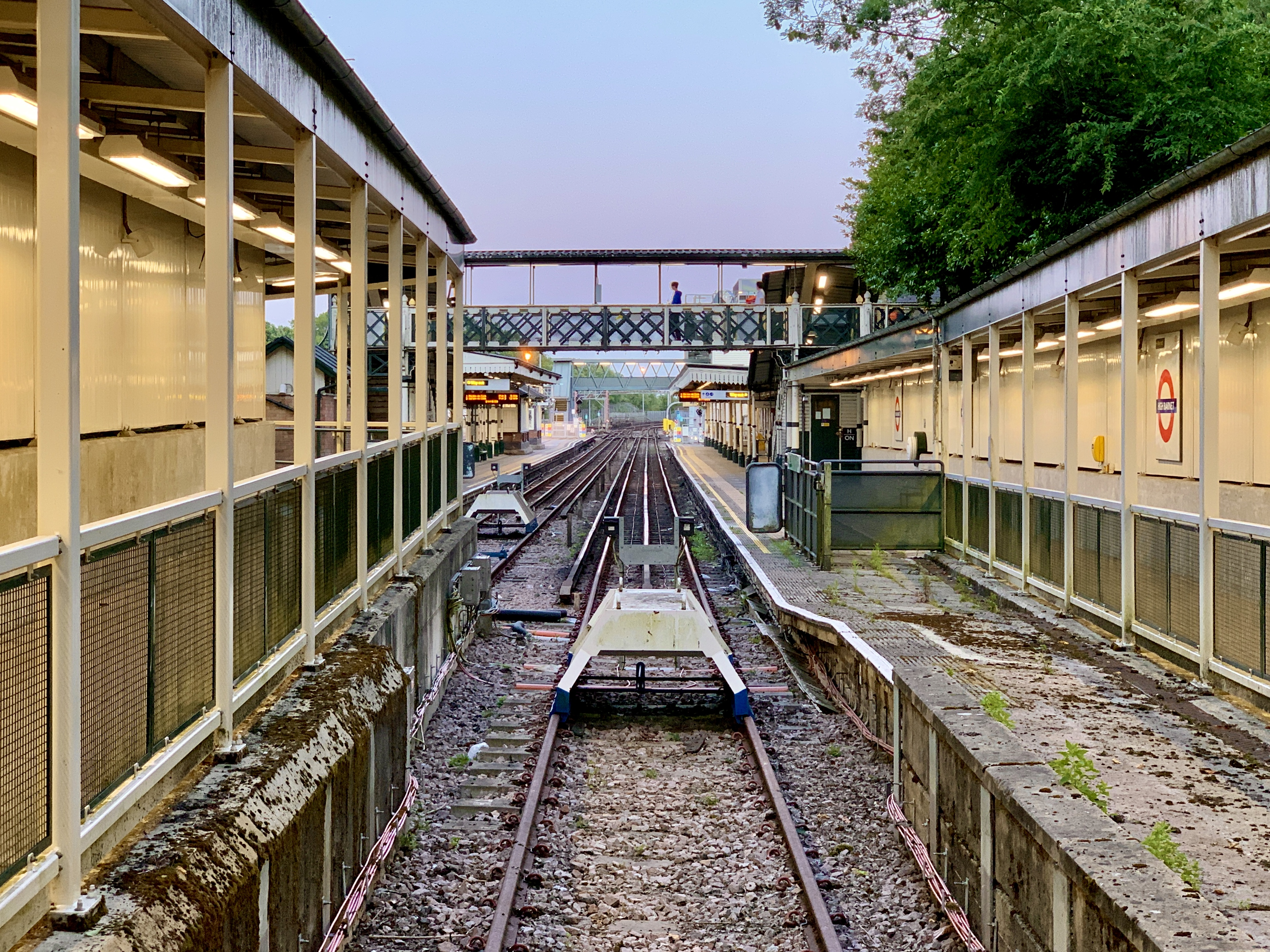
Pohled z konce nástupiště na jih
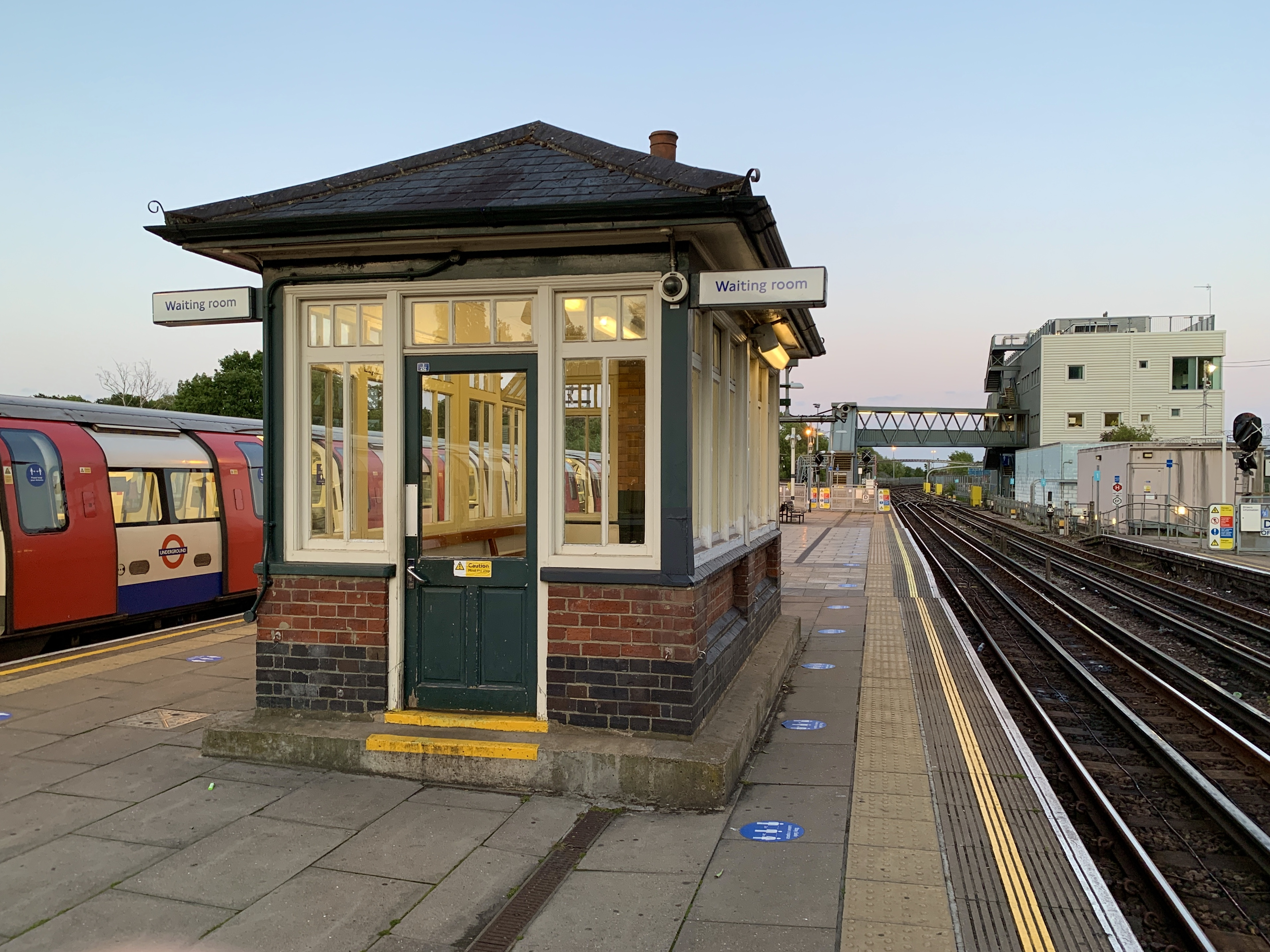
Čekárna na nástupišti 2/3
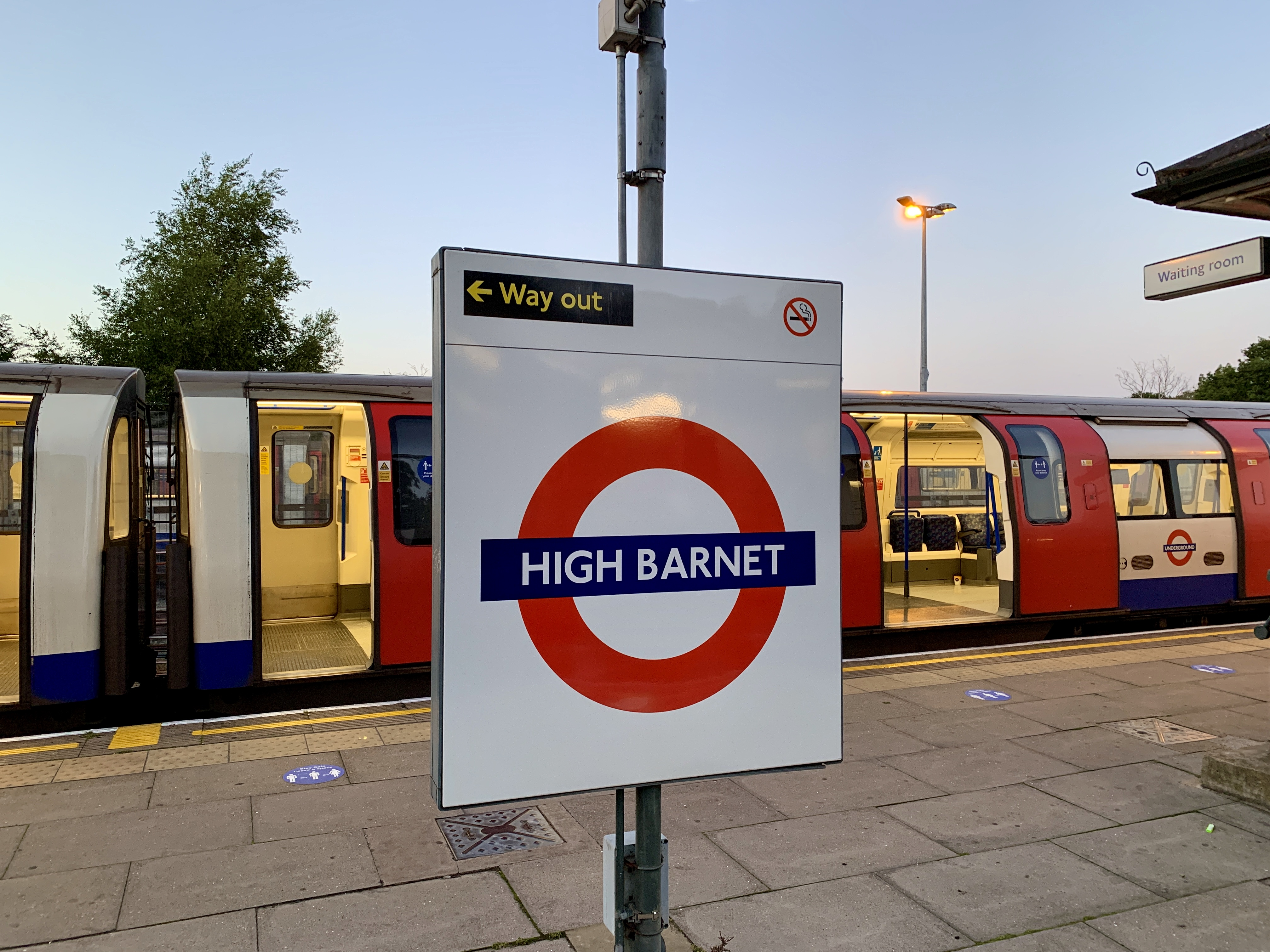
Logo londýnského metra s názvem stanice na nástupišti
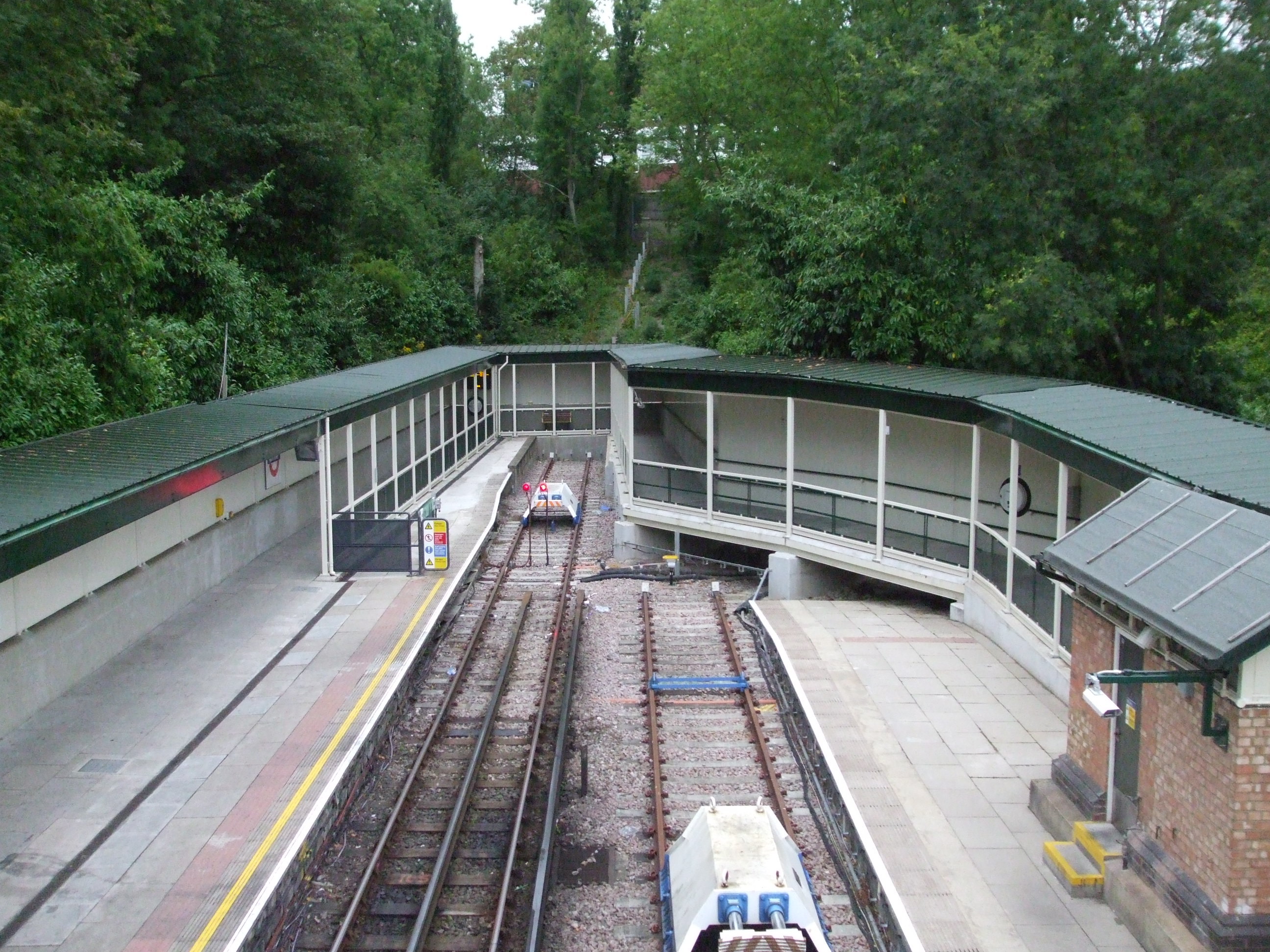
Rampa na konci nástupiště (a trati) vedoucí na druhé nástupiště
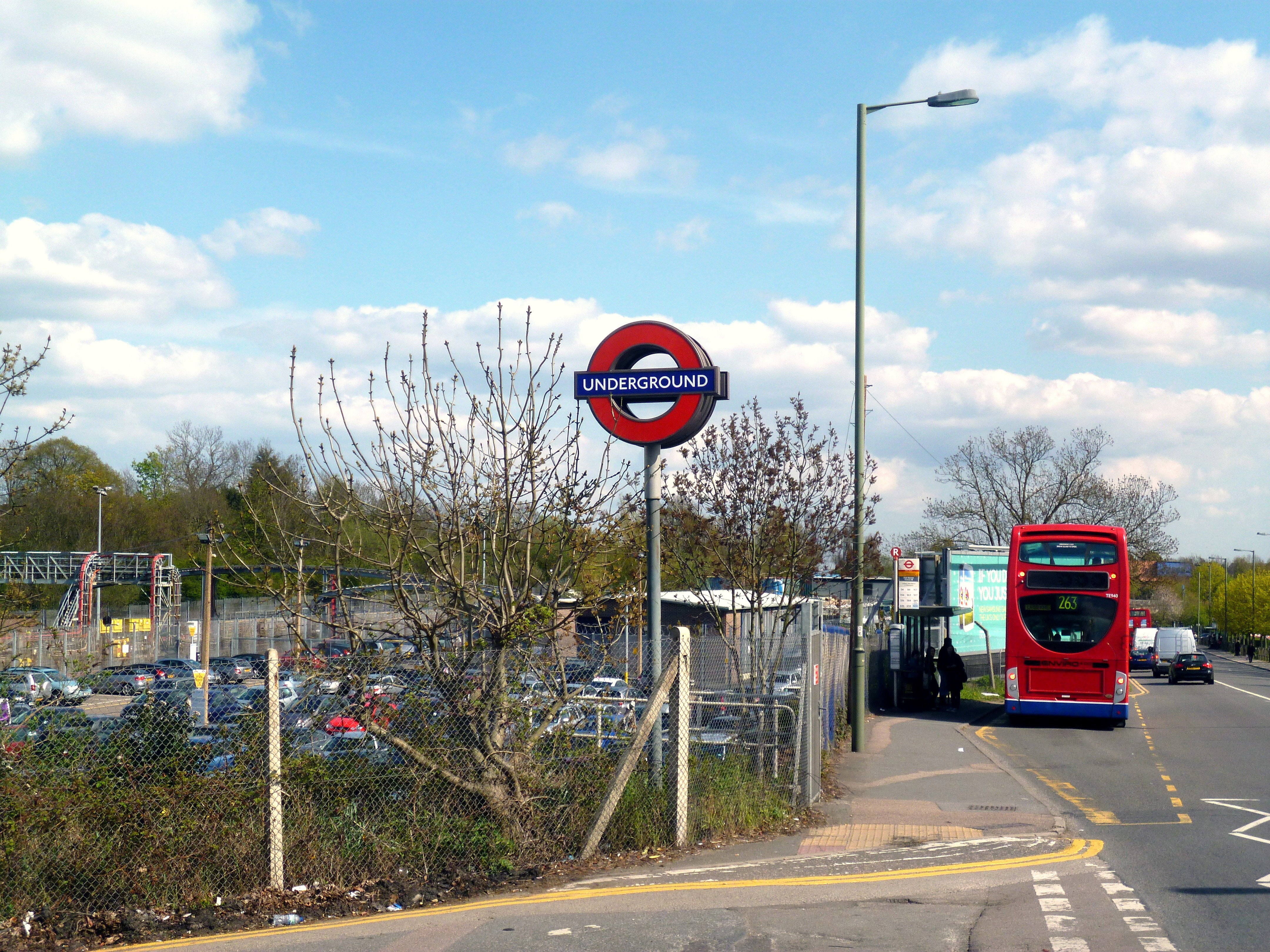
Autobusová zastávka a parkoviště
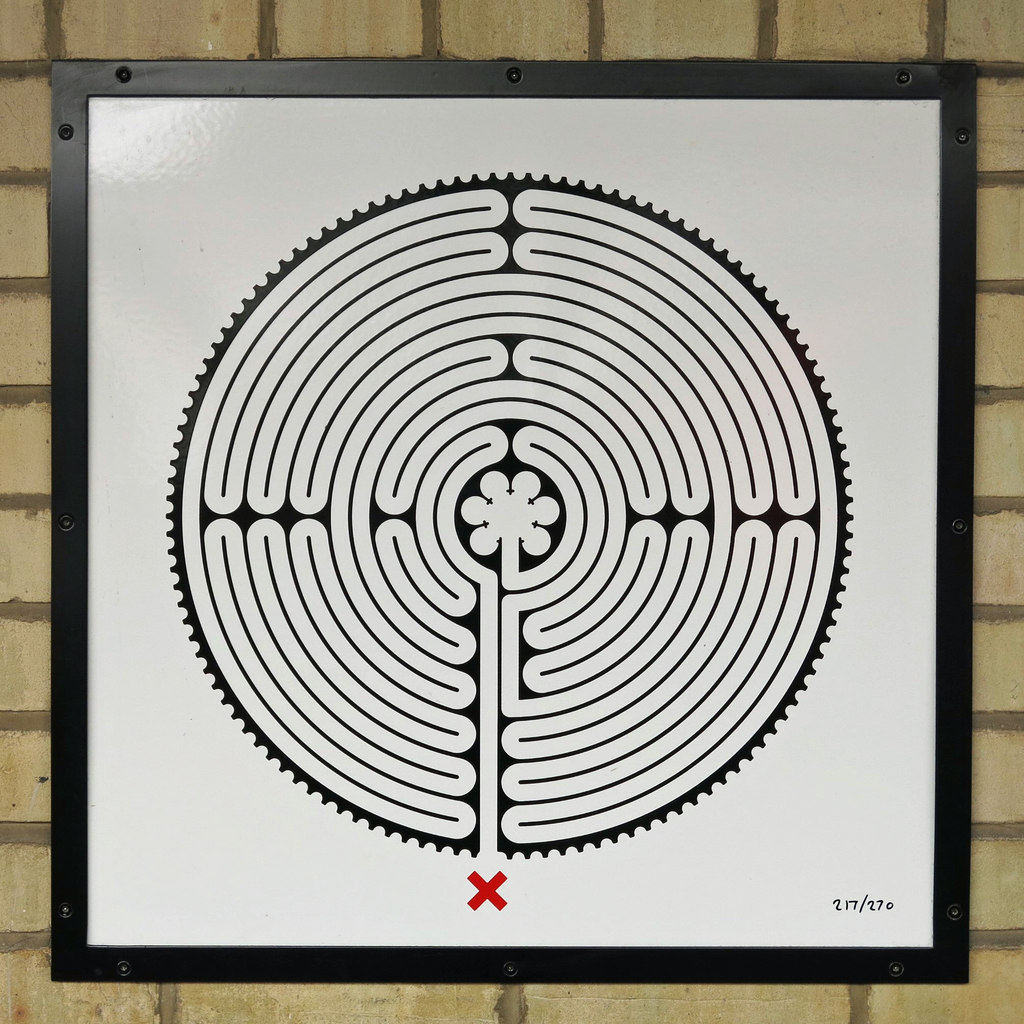
Instalace „Labyrinth“ s číslem 217